# Gornji Bogićevci
Gornji Bogićevci es un municipio de Croacia en el condado de Brod-Posavina.

## Geografía
Se encuentra a una altitud de 134 m s. n. m. a 133 km de la capital nacional, Zagreb.

## Demografía
En el censo 2011 el total de población del municipio fue de 1975 habitantes, distribuidos en las siguientes localidades:
- Dubovac - 378
- Gornji Bogićevci - 699
- Kosovac - 220
- Ratkovac - 208
- Smrtić - 292
- Trnava- 178

| Gráfica de población de Gornji Bogićevci 1857-2011                  |
|                                                                     |
| Según los censos de población de la oficina estadística de Croacia. |